# 马耳山龙胆
马耳山龙胆（学名：Gentiana maeulchanensis）为龙胆科龙胆属的植物，是中国的特有植物。分布在中国大陆的云南等地，生长于海拔2,500米至3,600米的地区，一般生于山坡草地以及干山坡，目前尚未由人工引种栽培。